# Samuel Lewis Navarro
Samuel Lewis Navarro (Ciudad de Panamá; 15 de julio de 1957) es un empresario y político panameño. Fue primer vicepresidente y ministro de Relaciones Exteriores de Panamá durante el mandato de Martín Torrijos Espino (2004-2009).

## Biografía
Es descendiente de una de las familias políticas más antiguas del país. Su tatarabuelo fue José Agustín Arango, quien fuera el presidente de la Junta Provisional de Gobierno que proclamó la Separación de Panamá de Colombia el 3 de noviembre de 1903. Además, sus parientes Samuel Lewis García de Paredes (1909), Samuel Lewis Arango (1944) y Gabriel Lewis Galindo (su padre) fue uno de los pilares de las negociaciones de los Tratados del Canal de Panamá y Canciller de 1994 a 1996. Pertenece a la quinta generación de Cancilleres de la República de Panamá.
Es hijo de Gabriel Lewis Galindo, quien fue uno de los principales negociadores de los Tratados Torrijos-Carter. Realizó sus estudios primarios y secundarios en la Ciudad de Panamá. Estudió Administración de Empresas en la Universidad de Georgetown y en la American University en los Estados Unidos, donde obtuvo su licenciatura y maestría, respectivamente.
En el ámbito empresarial, Lewis ha participado en los gremios empresariales, como el Sindicato de Industriales de Panamá, la Asociación Panameña de Ejecutivos de Empresa (APEDE), la Asociación Panameña de Exportadores (APEX), la Cámara Panameña de Comercio, la Cámara Americana de Comercio (AMCHAM), la Young Presidents Organization, y la Fundación Gabriel Lewis Galindo, dedicada a la promoción de la educación en Panamá.
Está casado con Anagrethel Gonzáles y tiene 4 hijos.

## Como vicepresidente y canciller (2004-2009)
En las elecciones presidenciales de Panamá celebradas el 2 de mayo de 2004, ganó el candidato por el PRD y su aliado el PP, Martín Torrijos Espino, con una amplia ventaja sobre sus demás contendientes. En estas elecciones, Torrijos obtuvo el 47.44% de los votos (711,447 personas). El 1 de septiembre de 2004 en el Centro de Convenciones ATLAPA, Torrijos fue investido como Presidente de la República de Panamá para el periodo (2004-2009). También Samuel Lewis Navarro y Rubén Arosemena fueron investidos como primer y segundo vicepresidente de la República de Panamá para el mismo periodo político.
Uno de sus mayores logros como vicepresidente y ministro de Relaciones Exteriores, fue la participación que tuvo en el Consejo de Ministros de Relaciones Exteriores de Centroamérica y en la XVIII Cumbre del Grupo de Río, en Brasil, donde consiguió la incorporación de Panamá al G-3, grupo integrado por Colombia, México y Venezuela.
También mantuvo importantes reuniones con Richard B. Cheney, vicepresidente de Estados Unidos, y con la Secretaria de Estado, Condoleezza Rice, para hablar sobre las relaciones comerciales, el Tratado de Libre Comercio con Panamá, y la lucha contra el narcotráfico y el terrorismo. Así mismo, por primera vez se registró una reunión oficial entre los cancilleres de la República Popular China y Panamá, la cual tuvo lugar en la sede de las Naciones Unidas.
Durante el período de su gestión, Panamá ocupó la Presidencia Pro Tempore del Plan Puebla Panamá y la Presidencia Pro Tempore del Sistema de la Integración Centroamericana (SICA), y se adhirió al Banco Centroamericano de Integración Económica (BCIE).

## Carrera posterior
A inicios del 2011, Lewis Navarro anunció sus intenciones como precandidato presidencial del Partido Revolucionario Democrático, uno de los principales partidos opositores al gobierno de Ricardo Martinelli, sin embargo desistió a favor de Juan Carlos Navarro.
El 4 de junio de 2019 fue designado por el presidente electo Laurentino Cortizo, para ser Ministro para Asuntos del Canal de Panamá, designación que inicialmente aceptó, pero 21 días después declinó por razones personales y profesionales.
| Predecesor: Arturo Vallarino       | Primer vicepresidente de Panamá 2004 - 2009   | Sucesor: Juan Carlos Varela |
| Predecesor: Harmodio Arias Cerjack | Ministro de Relaciones Exteriores 2004 - 2009 | Sucesor: Juan Carlos Varela |